# 眾神中的貓神
《眾神中的貓神》是二人漫畫組合FLIPFLOPs（成員包括和）的日本漫畫作品。2007年於秋田書店的漫畫雜誌《Champion RED Ichigo》第二冊開始連載。
2009年EDGE RECORDS發行廣播劇CD。2010年12月1日宣布製作電視動畫，2011年7月9日至9月首播。

## 劇情簡介
21世紀，還有很多神存在於世上，故事講述關於八百萬堂內一隻貓神「繭」與其他神界朋友的一些喜劇生活情節。

## 登場角色
廣播劇CD配音／動畫版配音

### 主要登場角色
繭（聲：釘宮理恵／戶松遙）
貓神少女的主角。有能把遺忘東西找回的能力。因為觸怒母親不敢下凡間來到柚子家，平常都在柚子家裡吃白飯跟玩早期的電視遊樂器，但實際上很保護柚子，剛來到地界時因為被母親切斷了祖先的神力連結，一旦神力耗盡便會死亡，為了尋找能夠讓神力自給自足的方法而拜小鈴為師，之後漸漸有所成長。本人有很強的實力只是從外表看不出來。
不知為何認識很多神做為朋友，順帶一提，繭非常害怕她母親。
有具備查詢周遭邪念,殺氣的能力。
古宮柚子（聲：中原麻衣／堀江由衣）
「八百萬堂」的年輕女掌櫃。薄紫色的長頭髮。年幼時雙親事故去世。很會煮飯。有點怕寂寞。平時非常照顧野貓，因此獲得三丁目一帶貓群的信任，一旦柚子有危險野貓們就會幫助她。對於骨董有很強的鑑識能力，稱呼爺爺為師傅。
正倉院笹鳴（聲：澤城美雪／茅野愛衣）
跟繭一樣，也是貓神的少女。繭的未婚妻，非常喜歡繭(因為從小彼此父親搞錯以為對方是男生，連結婚證書都準備好了)。用巨大木刀目梶木做武器。
芽衣子（聲：水橋香織／竹達彩奈）
大黑天的孫女。小時候因為大小姐的名號而被孤立，非常喜歡繭，個性倔強且不喜歡被約束。漫畫中，曾經激勵身為情敵的笹鳴，兩人一起攻入月夜見尊的宅邸拯救小繭。武器是福神槌，能用它變出想要的東西，在一次到海邊遊玩時曾經用福神槌把笹鳴的泳衣變成學校泳衣。

### 眾神
芳乃（聲：斎藤千和／MAKO）
櫻神的少女。偶然到「八百萬堂」遊玩。很怕幽靈，非常弱氣但很有責任感。漫畫中，因為身為木花開耶姬的後代，讓素戔嗚尊下不了手而放棄他的野心。
弓太（聲：小林優／三瓶由布子）
喜歡柚子的狐神。總是遭不幸。存在有時很稀薄。非常厭惡自己母親幫自己隨便取的名子，因此非常強調天照大神所賜的"大宮道主命"這個稱號，每次對走光日文同音很敏感但結果都沒有期待的走光。(ova版動畫有一點)
紗蒙（聲：福原香織／豐崎愛生）
貧乏神。本名天之狭霧神紗蒙（あめのさぎりのかみしゃもう），實際上身分是財物部一級査察官。在世界各地行走，所到之處經濟必定慘不忍睹，曾經讓美國股市崩盤而被人類教會機關追殺，最後用計讓對方哭著回去。漫畫中因為喜歡上柚子的溫柔現在一直待在這城裡不走，引起繭、弓太等人發起小(？)騷動，而柚子也因為紗蒙外貌的關係一直把她當作小孩，所以會在給紗蒙的麥茶裡加糖。
鎮葉御前（聲：伊藤静／田中涼子）
天界的妖狐，弓太的母親。喜歡賭博，但會耍詐。希望柚子嫁給弓太。
枕木夕樂樂（聲：佐藤聰美／高垣彩陽）
吃惡夢的貘。也可以進入別人夢裡面，雖然說是吃噩夢，但實際上是將噩夢改變為更圓滿的結局，曾經幫助柚子將過去雙親逝世的噩夢改變為好夢。
白崎蓮美（聲：下田麻美／同左）
颶風神。掌管第16號颱風。小繭的電玩同好，會為了電玩而放棄颱風神的工作。在漫畫中多年後，創立了自己的網路公司，並且找了柚子的朋友龍造寺可奈子擔任社長。動畫只出現一下。
蔵菊理姫神（聲：高垣彩陽）
掌管月亮上倉庫的重要貓神，平常正經溫柔但不失幽默的一面。
天音（聲：伊藤加奈惠）
蔵菊理姫神的弟子。原本是野貓,後來經過許多修行才成蔵菊理姫神的弟子，也因為當過野貓所以十分了解孤單的感受，非常尊敬收她為徒的蔵菊理姫神。以爪做武器，意外的擅長料理。

### 其他
灯媛（聲：阿川りょう／新井里美）
貓神一族屈指可數的女傑，小繭的母親，本名天倉守灯媛（あまのくらのもりあかりのひめ），剝奪繭的神力並逐出高天原，表面上對小繭嚴厲，實際上非常信任小繭。
玄（聲：內藤玲）
繭的父親，極度溺愛小繭。
久羅繪（聲：悠木碧／徳永愛）
繭家的管家，私底下和小繭的交情很好，但是做事公私分明，曾經接到灯媛的命令不惜將小繭禁錮。
賀茂雪那（聲：水橋香織）
在當漫畫家的陰陽師。助手是一堆小式神。正確來說是七個，畫的作品是元作者之前的大凶ちゃんとしあわせな世界。
篠崎茜（聲：富田麻帆）
雪那的編輯。
龍造寺可奈子
柚子的朋友，非常喜歡貓，第一次見到弓太被弓太問到小繭究竟是何方人物時回答出了"可愛的貓耳朵"，曾經找小繭來幫忙找出遺忘已久的陶瓷碗。
天照大神（聲：田中理惠）
神界最偉大的神，平時總是笑笑的但據說生氣起來非常可怕，不過小繭還是認為母親比較可怕就是了。
月讀（聲：菅沼久義／置鮎龍太郎）
管理月、夜、記憶的神，在結局中被素戔嗚尊丟進次元裂縫中兩百年(相當於現世的五到六天)，進而遇到了昏迷兩百年的小繭，給了她錦御旗之物的原型-日月神旗，讓小繭有了天照大神以及月讀命的加護，最終打敗呼夜罹。
呼夜罹
由原本存在於黃泉之國的根津魅幻化成小女孩的人型，被素戔嗚尊所救，也被素戔嗚尊帶在身邊，協助奪取月宮中的記憶，想要有個可以回去的家，因此綁架了柚子並且將它困在由記憶所幻化成的城鎮之中，把它當做姐姐，最後被小繭打敗，死前因為藏菊理姬神的慈悲，讓她得以重生，回到現世和柚子一起生活。
遙（聲：南條愛乃）
八百萬堂的常客。
前社長（聲：內藤玲）
本來是經營スーパーいらげーや百貨公司的社長，但第一話貧乏神給施神力股票一口氣下滑隨後倒閉，在漫畫的番外篇曾經想進八百萬堂偷東西，卻被屬下勸離，結果只偷到了羊羹而已。
前員工（聲：小西克幸）
本來是スーパーいらげーや百貨公司的員工，因態度惡劣惹貧乏神不高興讓公司倒閉，隨後一直跟社長做其他不同的工作。
滌塚祐二
電玩專賣店「浦島太郎」的店長，小鈴仰慕的對象。曾經舉辦過地方電玩大賽「啪擦機器人五人團體戰」而將柚子等人聚集在一起，最後和小鈴結婚也生了孩子。
小鈴
小繭在地界的老師，同時有事地方上有名望與實力的貓妖。因為祐二的一句讚美而收小繭為徒(實際上是小繭用計讓小鈴被祐二讚美)，開發過許多法術並且用巨大卷軸記錄著，由於常常用它來毆打小繭所以被柚子誤認為是武器，開發的法術雖然實用但大部分都和遊戲有關，例如就算睡著了還是能夠無意識地在夢中修練仙術，但實際上是為了能夠在睡夢中提升RPG遊戲等級而開發，是個不折不扣電玩愛好者，因為電玩實力高強而被稱作「三丁目的神速法老王使者」。
黑次
小鈴的父親，同時也是過去地方上神社的守護貓神，目前不知下落。在神社和人類的回憶一直無法升天，在小繭來到時才使得回憶得以升天。

## 廣播劇CD
2009年6月24日由EDGE RECORDS推出，普通版編號為BNEG-1012，初回限定版編號為BNEG-1011。

2009年11月25日由EDGE RECORDS推出

2010年10月27日由EDGE RECORDS推出

《Champion RED Ichigo》第14冊特別附錄

《Champion RED Ichigo》第22冊特別附錄

2011年9月21日由Lantis/GloryHeaven推出，以動畫版為基礎，配音員名單同動畫版。

## 動畫
2011年7月由AT-X、TOKYO MX、千葉電視台、埼玉電視台、SUN電視台、愛知電視台播放。

### 製作人員
- 原作：FLIPFLOPs
- 系列構成：待田堂子
- 角色設定、總作畫監督：渡邊敦子
- 劇本：金春智子、高橋龍也、橫谷昌宏
- 動畫製作：AIC PLUS+
- 監督：櫻井弘明

### 主題曲
片頭曲「（和神在一起）」
歌 - 繭（戶松遙）&柚子（堀江由衣）
片尾曲「Oh My God♥」
歌 - 戶松遙
片尾曲「（八百万神灵的音头）」（第7話）
歌 - 繭（戸松遥）&弓太（三瓶由布子）

### 各集列表
| 話數     | 日文標題 | 中文標题         | 腳本     | 分鏡              | 演出                  | 作畫監督                                         |
| -------- | -------- | ---------------- | -------- | ----------------- | --------------------- | ------------------------------------------------ |
| 第一話   |          | 穷神視察官來到   | 待田堂子 | 櫻井弘明          | 櫻井弘明              | 渡邊敦子                                         |
| 第二話   |          | 櫻花前線序曲     | 待田堂子 | 佐佐木奈奈子      | 佐佐木奈奈子          | 石丸賢一                                         |
| 第三話   |          | 自暴自棄的截稿日 | 高橋龍也 | 釘宮洋            | 安藤貴史              | 澤田讓治                                         |
| 第四話   |          | 回憶的光暈夏日   | 待田堂子 | 玉川真人          | 玉川真人              | 森島範子                                         |
| 第五話   |          | 颶風神大橫行     | 横谷昌宏 | 釘宮洋            | 清水一伸              | 中谷友紀子 五十內裕輔                            |
| 第六話   |          | 追憶古代         | 金春智子 | 鈴木薰            | 鈴木薰                | 新野量太                                         |
| 第七話   |          | 九月的驚魂夜     | 高橋龍也 | 小林孝志 櫻井弘明 | 赤城博昭              | 杉本光司 菊池政芳                                |
| 第八話   |          | 點數無效的擲骰子 | 金春智子 | 玉川真人          | 玉川真人              | 石丸賢一                                         |
| 第九話   |          | 雨天             | 高橋龍也 | 佐佐木奈奈子      | 佐佐木奈奈子 越田知明 | 中野彰子 細川修平                                |
| 第十話   |          | 地球上的迷路貓   | 待田堂子 | 鈴木薰            | 鈴木薰                | 飯飼一幸 五十内裕輔 中谷友紀子                   |
| 第十一話 |          | 野貓跟隨在後     | 待田堂子 | 櫻井弘明          | 玉川真人              | 杉本光司 菊池政芳 藤田真弓 海保仁美 KIM YONG-SIK |
| 第十二話 |          | 奇緣宿緣的爭論戰 | 待田堂子 | 森脇真琴          | 赤城博昭              | 新野量太 石丸賢一                                |
| OVA      |          |                  |          |                   |                       |                                                  |

## 外部連結
- 眾神中的貓神 神饌音盤（EDGE RECORDS）（日語）
- http://www.mmv.co.jp/special/nekogami/ （页面存档备份，存于）（日語）